# Реабілітаційний центр «Допоможи Собі Сам»
Реабілітаційний центр «Допоможи Собі Сам» організований в травні 2015 року Сергієм Куршаковим, бійцем 40 батальйону «Кривбас», і його дружиною Іриною Куршаковою в Дніпрі.

## Про центр
Основний напрямок діяльності — надання комплексної фізичної і психологічної реабілітації учасникам АТО і членам їх сімей. Команда фахівців Реабілітаційного центру допомагає:
- відновити здоров'я при порушеннях опорно-рухового апарату після поранень, травм і операцій;
- психо-неврологічних проблемах після черепно-мозкових травм і контузій;
- проблемах з хребтом і внутрішніми органами тощо.

Окремим і важливим напрямком роботи РЦ «ДСС» є лікування і профілактика дитячої патології. Розроблено реабілітаційні програми для дітей різного віку з такими захворюваннями: ДЦП; кривошия; дисплазія тазостегнових суглобів; корекція порушення постави і плоскостопості; вальгусні і варусні деформації тощо.
У РЦ «ДСС» з моменту відкриття станом на початок 2017 року пройшли комплексну реабілітацію понад 1300 бійців АТО і членів їх сімей. Реабілітація складається з різних видів мануальної терапії, краніосакральної терапії, фізіотерапевтичних процедур, комплексу лікувальної фізкультури і водних лікувальних процедур на базі басейну «Метеор», спортивного комплексу Медичної академії та у тренажерній залі «Спортарена Олімпія+». Особам, які потребують психологічної реабілітації, надається можливість роботи з кризовим психологом.
Принцип організації команди РЦ «ДСС» це співпраця фахівців, що працюють в напрямку реабілітації: мануальні терапевти, ортопед-травматолог, фізичний терапевт, невролог, фахівці з краніосакральної терапії, масажисти, сімейний лікар і адміністратори.
У РЦ «ДСС» переконані в тому, що вони можуть допомогти стати на шлях одужання, але це тільки 20-30 % успіху. Решта залежить від самого пацієнта, від його розуміння, що потрібно робити для оздоровлення та підтримки рівня здоров'я в подальшому. Звідси і з'явилася назва «Допоможи Собі Сам», яка зареєстрована як торгова марка.
У жовтні 2017 року РЦ «ДСС» було нагороджено Орденом «За спасіння життя» імені академіка Леоніда Ковальчука.